# Allie Quigley

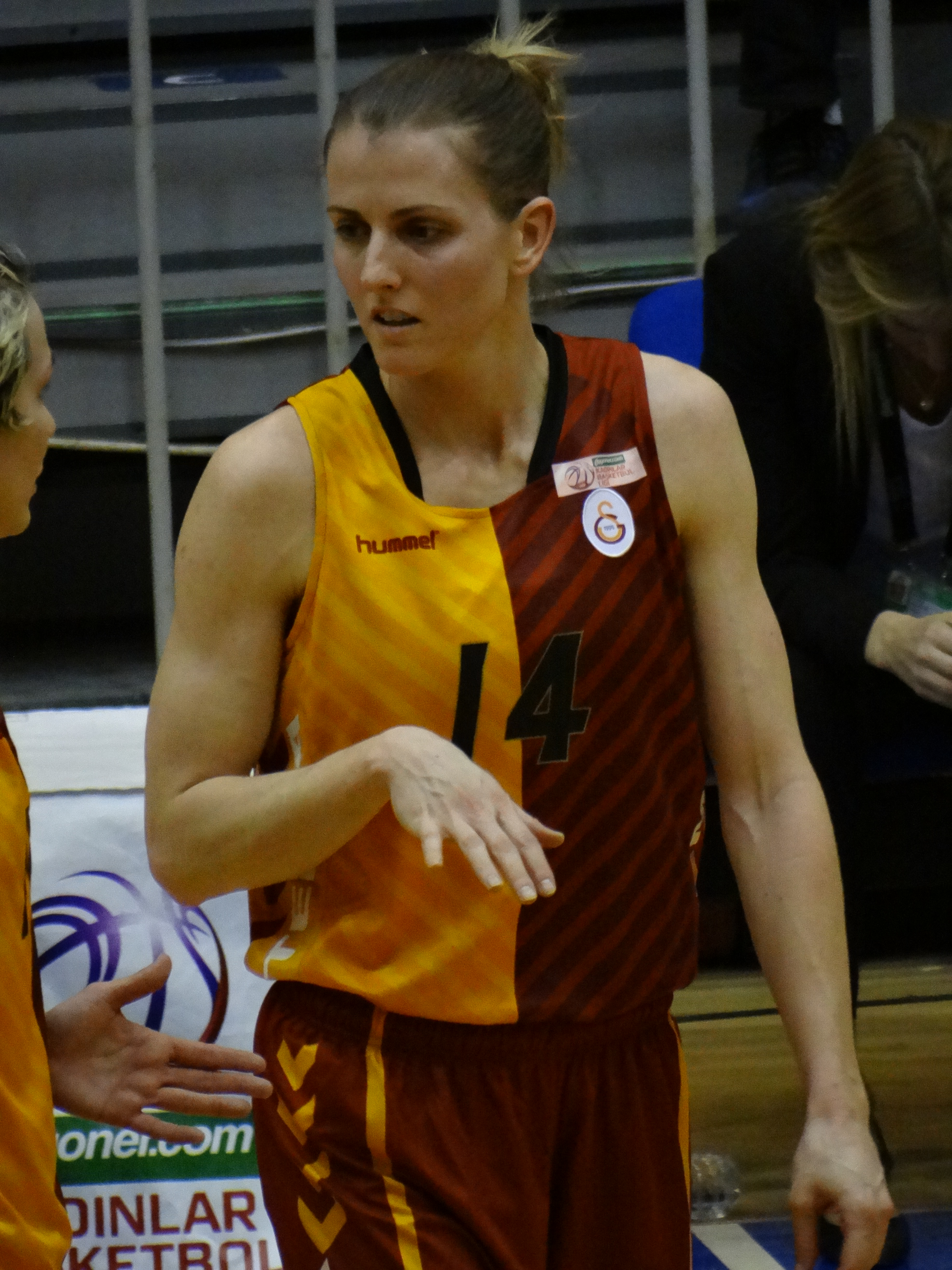

Allie Quigley (nascida em 20 de junho de 1986) é uma jogadora norte-americana de basquete. Joga atualmente no Chicago Sky, equipe da WNBA. Ela entrou na liga através do draft de 2008.